# Edebessa purens
Edebessa purens är en fjärilsart som beskrevs av Walker 1855. Edebessa purens ingår i släktet Edebessa och familjen Megalopygidae. Inga underarter finns listade i Catalogue of Life.